# Жеков Васко
Васко Жеков, болг. Васко Жеков (*9 січня 1941 село Ласкар, Плевенська область) — болгарський письменник, автор 15 книг балетристики.

## Біографія
Народився 9 січня 1941 року в селі Ласкар, Плевенська область. Закінчив Великотирновський університет імені Св. Кирилла та Св. Мефодія за спеціальністю «Болгарська філологія».
Був актором в Плевенському ляльковому театрі. Більше 15 років був редактором і керівником відділу в газеті «Літературний фронт», секретар Союзу болгарських письменників (1990–1994), (1990–1994), представник Союзу болгарських художників та директор Національного літературного музею (до 2004).
Грав другорядну роль (лікаря Берберяна) в фільмі «Ти, що є на небесах» (1990) режисера Дочо Боджакова, за сценарієм Віктора Паскова.